# Myrmecodillo fenerivei
Myrmecodillo fenerivei là một loài chân đều trong họ Armadillidae. Loài này được Barnard miêu tả khoa học năm 1958.